# 간현역
간현역(艮峴驛)은 강원도 원주시 지정면 간현리에 위치했던 중앙선의 철도역이었다.
중앙선 덕소역 - 원주역 간 복선 전철화 사업 구간 중 동화역 - 매곡역 간 운행선 변경작업 완료시점인 2011년 12월 21일에 폐역되었다. 이를 대신해 2011년 10월 5일부로 중단된 동화역의 여객취급을 재개하고, 2012년 9월 25일 남쪽으로 1.5 km가량 떨어진 위치에 서원주역이 신설되었다. 폐역 이후 간현역은 원주레일파크 소속 역이 되었다.

## 연혁
- 1940년 4월 1일 : 보통역으로 영업 개시[2]
- 1958년 8월 18일 : 역사 준공
- 1990년 1월 1일 : 수소화물 취급중지[3]
- 2006년 11월 15일 : 화물취급 중지[4]
- 2011년 12월 21일 : 폐역, 모든 여객취급을 동화역으로 이관

## 사진

역사 (광장쪽)
역사 (선로쪽)
역명판
승강장